# Antonio Martín Espina
Antonio Martín Espina (Madrid, 18 giugno 1966) è un ex cestista spagnolo, professionista in Spagna. È il fratello minore di Fernando Martín.

## Carriera
Con la Spagna ha disputato i Giochi olimpici di Seul 1988 e tre edizioni dei Campionati europei (1991, 1993, 1995).

## Palmarès
- Campionato spagnolo: 5

Real Madrid: 1983-84, 1984-85, 1985-86, 1992-93, 1993-94
- Copa del Rey: 4

Real Madrid: 1985, 1986, 1989, 1993
- Supercoppa spagnola: 1

Real Madrid: 1984
- Coppa delle Coppe - Coppa d'Europa: 3

Real Madrid: 1983-84, 1988-89, 1991-92
- Coppa Korać: 1

Real Madrid: 1987-88
- Coppa dei Campioni: 1

Real Madrid: 1994-95